# 绒毛绵穗苏
绒毛绵穗苏（学名：Comanthosphace ningpoensis var. stellipiloides）为唇形科绵穗苏属下的一个变种。